# Patients (film)
Pour les articles homonymes, voir Patient (homonymie).
Pour plus de détails, voir Fiche technique et Distribution.
Patients est une comédie dramatique française réalisée par Fabien Marsaud, dit Grand Corps Malade et Mehdi Idir, sortie en 2017. Il s'agit de l'adaptation du roman autobiographique de Grand Corps Malade et son histoire tragique qui a bouleversé sa vie.
À la suite d'un grave accident de sport dans une piscine, Ben, devenu tétraplégique incomplet, arrive dans un centre de rééducation. Il fait la rencontre d'autres handicapés (tétraplégiques, paraplégiques, traumatisés crâniens), tous victimes d'accidents, ainsi qu'une personne en situation de handicap depuis sa petite enfance. Entre impuissance, désespoir et résignation, dans la lutte quotidienne pour réapprendre à bouger un doigt ou tenir une fourchette, quelques-uns retrouvent lentement un peu de mobilité tandis que d'autres reçoivent le verdict du handicap à vie. Malgré tout, l'espoir et l'amitié les aident à supporter leurs difficultés.

## Synopsis
Ben est hospitalisé après un grave accident qui l’a rendu tétraplégique incomplet. Après un certain temps passé à l’hôpital, il est transféré dans un centre de rééducation spécialisé, où il rencontre son kinésithérapeute et le médecin chef. Ceux-ci lui expliquent que sa rééducation sera longue et difficile, nécessitant des séances régulières de kinésithérapie. Jean-Marie, l’aide-soignant, prend soin de Ben en l’aidant dans les tâches quotidiennes, notamment pour sa toilette, car Ben est complètement dépendant du personnel soignant.
Dans ce centre, Ben fait la connaissance d'autres patients qui vivent des situations similaires. L'un d'entre eux, passionné de moto, a été victime d'un accident en conduisant un prototype. La chambre de cet homme est décorée de posters de motos, rappel constant de sa vie d'avant l'accident. Ben se lie également d'amitié avec Farid, un autre patient qui est en fauteuil roulant depuis qu'il a quatre ans. Ils partagent leurs expériences et leurs frustrations, notamment le manque de perspectives amoureuses pour les personnes handicapées.
Parmi les autres résidents, il y a un jeune homme de banlieue qui a reçu une balle dans le cou, et Toussaint, un homme noir qui fait partie du groupe d'amis de Ben. Une nouvelle patiente, Samia, attire l'attention de Ben, et il tente d'engager la conversation avec elle. Le groupe discute souvent de la place des handicapés dans la société, se questionnant sur leur avenir et leur rôle. Lorsqu'ils apprennent qu'un autre résident a fait un coma éthylique en cachette et lutte pour sa vie, cela provoque une réflexion profonde sur la fragilité de leur condition.
Au fur et à mesure que Ben progresse dans sa rééducation, il exprime son souhait de reprendre le sport et d'en faire son métier, mais le médecin le ramène à la réalité. En raison des dommages cérébraux qu'il a subis, la pratique du sport n'est plus une option. Cette révélation est un coup dur pour Ben, qui doit apprendre à accepter cette nouvelle réalité et à envisager sa vie autrement. La psychologue du centre lui conseille d'adopter une nouvelle perspective et de ne pas se laisser abattre par les limitations imposées par son handicap.
Une amitié se développe entre Ben et Samia, bien que leur relation soit parfois marquée par des malentendus et des tensions. Le groupe continue de discuter de leur situation, se demandant s'il existe encore des personnes "normales" dans leur vie. Lors d'une conversation, les amis du patient qui a reçu une balle dans le cou lui annoncent qu'ils ont retrouvé l'homme responsable, mais ils ont décidé de ne pas se venger, acceptant la fatalité de la situation.
Les résidents du centre, toujours en quête d'optimisme et de distraction, organisent un match de boxe en fauteuil roulant dans les couloirs du centre. Un soir, lassés du karaoké proposé, Toussaint suggère au groupe de sortir dans le bois à côté du centre pour changer d'air. Là, il parle de l'importance de cultiver l'espoir et de continuer à vivre pleinement, malgré le handicap. Le kiné encourage Ben à trouver une nouvelle forme d’expression et à écrire autre chose que des lettres.
Les progrès de Ben sont notables : il parvient désormais à se déplacer, pied par pied, signe encourageant de sa récupération. Après un an passé au centre, Ben se prépare à rentrer chez lui, même si la perspective de faire face au regard des autres l'effraie. Un de leurs amis, qui avait été transféré dans une maison d'accueil spécialisée, décède d'un arrêt cardiaque, rappel brutal de la réalité à laquelle ils sont tous confrontés.
De retour chez lui, Ben décide d’aller voir des amis qui jouent au basket, bien qu'il sache que sa vie ne sera plus jamais comme avant. Malgré les défis qui l'attendent, il est déterminé à s'adapter à cette nouvelle existence.

## Fiche technique
- Titre original : Patients
- Réalisation : Grand Corps Malade et Mehdi Idir
- Scénario : Grand Corps Malade et Fadette Drouard, d'après le roman du même nom de Grand Corps Malade
- Musique : Angelo Foley
- Décors : Sylvie Olivé
- Costumes : Claire Lacaze
- Photographie : Antoine Monod
- Son : Jean-Paul Bernard, Raphaël Sohier, Élisabeth Paquotte et Éric Tisserand
- Montage : Laure Gardette
- Production : Éric et Nicolas Altmayer et Jean-Rachid Kallouche ; Marc Ladreit de Lacharrière et Sidonie Dumas (coproducteurs)
- Sociétés de production : Mandarin Production et Kallouche Cinéma ; Gaumont et Fimalac (coproduction)
- Sociétés de distribution : Gaumont Distribution (France), MK2 MILE END (Québec)
- Budget : 3 990 000 euros[1]
- Pays d'origine :  France
- Langue originale : français
- Format : couleur
- Genre : comédie dramatique
- Durée : 110 minutes
- Dates de sortie :
  - France : 1er mars 2017
  - Québec : 5 mai 2017

## Distribution
- Pablo Pauly : Benjamin, « Ben »
- Soufiane Guerrab : Farid
- Moussa Mansaly : Toussaint
- Nailia Harzoune : Samia
- Franck Falise : Steeve
- Samir El Bidadi : Samir
- Rabah Nait Oufella : Eddy, le blessé par balle
- Yannick Renier : François, le kiné
- Alban Ivanov : Jean-Marie, l'aide-soignant
- Anne Benoît : Christiane, l'aide-soignante
- Côme Levin : Éric
- Florence Muller : la mère de Ben
- Xavier Mathieu : le père de Ben
- Valérie Even : la psychologue
- Sofiane Lakrouf : docteur (service réanimation)
- Dominique Blanc : docteur Challes, directrice du centre
- Jason Divengele : Lamine, un des grands basketteurs
- Corentin Fila : un des grands basketteurs

## Production

### Pré-production

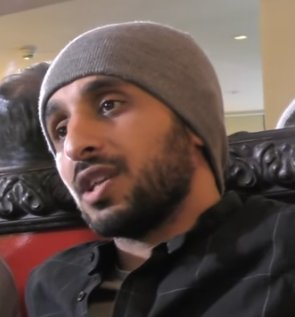
Mehdi Idir lors d'une présentation du film au festival Cinémed en 2016.

Fabien Marsaud, connu sous le nom de Grand Corps Malade, met ici en scène son premier film, adapté de son roman autobiographique, qui raconte son année de rééducation dans un centre après son accident. Fadette Drouard, qui lui a conseillé de synthétiser son livre pour le film, l'aide pour le scénario.
Mehdi Idir, qui réalise les clips du chanteur, l'aide pour la mise en scène en tant que coréalisateur.
Patients est tourné dans le centre où Fabien Marsaud a effectué sa rééducation. À l'époque où il s'y trouvait, ce lieu accueillait uniquement des personnes en situation de handicap lourd, ce qui n'est plus le cas aujourd'hui, et il est fréquent d'y croiser des patients marchant avec des béquilles. Dans le film, le chanteur de slam cherche à recréer l'univers qu'il a connu, à savoir un lieu dans lequel « tout le monde est en galère ».
Plusieurs situations du film sont inspirées de ce que Fabien Marsaud a connu.
La scène de la cantine est la plus compliquée à tourner puisque Fabien Marsaud et Mehdi Idir ont dû ajouter des dialogues, tout en gérant les acteurs, les cinquante figurants et un mouvement de caméra complexe qui démarrait en hauteur pour terminer sa course au niveau d'une table.

### Tournage
La production et l'équipe du film ont tourné sept semaines au centre de soins de suite et de réadaptation spécialisés de Coubert dans le département de Seine-et-Marne.

### Musique
La musique originale du film est composée par Angelo Foley. L'album contient par ailleurs des titres de Grand Corps Malade, des extraits du film ainsi que le Prélude No. 4 en mi mineur de Frédéric Chopin. Ce morceau avait été par ailleurs samplé par le Suprême NTM pour le titre That's My People, qui apparait dans le film mais n'est pas inclus sur l'album, tout comme The Message de Nas et Pas l'temps pour les regrets de Lunatic. On peut par ailleurs entendre brièvement Boxe avec les mots d'Ärsenik.
| 1.  | Espoir adapté (Extrait du film)                       | Grand Corps Malade & Anna Kova        |  |
| 2.  | Thème "Patients"                                      | Angelo Foley                          |  |
| 3.  | Intro thème "Tetraboxe" (extrait du film)             | Soufiane Guerrab                      |  |
| 4.  | Thème "Tetraboxe"                                     | Angelo Foley                          |  |
| 5.  | Intro "La vie elle nous fait envie" (extrait du film) | Nailia Harzoune & Pablo Pauly         |  |
| 6.  | La vie, elle nous fait envie (extrait du film)        | Benoît Simon                          |  |
| 7.  | Prélude No. 4 en mi mineur (F. Chopin)                | Leslie Bourdin                        |  |
| 8.  | Mental                                                | Grand Corps Malade                    |  |
| 9.  | Je dors sur mes 2 oreilles                            | Grand Corps Malade                    |  |
| 10. | 6e sens                                               | Grand Corps Malade                    |  |
| 11. | J'ai oublié                                           | Grand Corps Malade                    |  |
| 12. | Inch'Allah                                            | Grand Corps Malade feat. Reda Taliani |  |

## Accueil

### Promotion
La bande-annonce est révélée le 11 janvier 2017 sur YouTube.

### Critique
Le Parisien met au film une note de 5⁄5 : « Un magnifique hymne à la vie ».
Télé 2 semaines lui attribue la même note : « Sur un sujet lourd, une bouleversante ode à la vie, à l'humour et à la fraternité »
Sur 29 titres de presse, le film obtient la note de 3,8⁄5.

### Box-office
| Pays ou région | Box-office        | Date d'arrêt du box-office | Nombre de semaines |
| -------------- | ----------------- | -------------------------- | ------------------ |
| France         | 1 284 147 entrées | 30 mai 2017                | 14                 |

Lors des premières séances parisiennes, Patients réunit 73 614 spectateurs. Pour son premier jour en France, le film recueille 309 303 entrées. Après une semaine en France, il cumule 491 625 entrées.

## Distinctions
- Festival du film de Sarlat 2016[12],[13]:
  - Prix d'interprétation masculine (prix collectif pour l'ensemble des acteurs du film)
  - Prix des Lycéens
  - Salamandre d'or du meilleur film

- Festival du film de Cabourg 2017 : Prix Premiers Rendez-vous pour Soufiane Guerrab
- Festival du film d'amour de Mons 2017 : Prix du Public
- Lumières 2018 :
  - Nomination pour le Lumière du meilleur premier film
  - Nomination pour le Lumière de la révélation masculine pour Pablo Pauly
  - Nomination pour le Lumière de la meilleure musique pour Angelo Foley et Grand Corps Malade
- César 2018 : 
  - Nomination pour le César du meilleur film
  - Nomination pour le César du meilleur espoir masculin pour Pablo Pauly
  - Nomination pour le César de la meilleure adaptation pour Grand Corps Malade et Fadette Drouard
  - Nomination pour le César du meilleur premier film